# بيرا ديمبيلي
بيرا ديمبيلي (بالفرنسية: Bira Dembélé)‏ (مواليد 22 مارس 1988 في فيلبينتي - فرنسا) لاعب كرة قدم فرنسي يلعب حاليا لصالح نادي الدرجة الأولى بولوني الفرنسي منذ 2009 في مركز الوسط المدافع .

## روابط خارجية
- بيرا ديمبيلي على موقع قاعدة بيانات كرة القدم.إي يو (الإنجليزية)
- بيرا ديمبيلي على موقع Soccerbase.com (لاعب) (الإنجليزية)
- بيرا ديمبيلي على موقع Soccerway.com (الإنجليزية)
- بيرا ديمبيلي على موقع عالم كرة القدم.نت (الإنجليزية)
- بيرا ديمبيلي على موقع GSA (الإنجليزية)